# Villacourt
Villacourt – miejscowość i gmina we Francji, w regionie Grand Est, w departamencie Meurthe i Mozela.
Według danych na rok 1990 gminę zamieszkiwało 411 osób, a gęstość zaludnienia wynosiła 29 osób/km² (wśród 2335 gmin Lotaryngii Villacourt plasuje się na 654. miejscu pod względem liczby ludności, natomiast pod względem powierzchni na miejscu 373.).